# 红视
红视（Redout）是一种出现于人体受到负向G力而使从下半身的血液流向头部时产生的生理现象。它是灰视的逆现象。红视有潜在的危险，可导致视网膜损伤和出血性中风。  
有关在视觉领域出现红色的原因不是由于血液流向眼部，最有可能是下眼睑充满的血液因负向G力进入视野。